# Jakuti

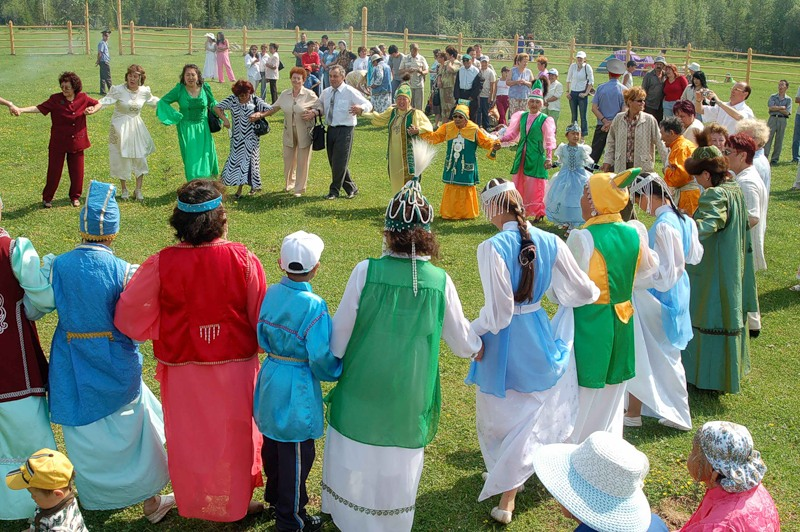
Jacuti in abiti tradizionali

Gli jacuti o iacuti (o anche sacha; jacuto: саха, saha) sono un gruppo etnico turcofono della Repubbliсa di Sacha in Siberia settentrionale. Gli jacuti si danno il nome di sacha, essendo jacuti il nome di derivazione russa. Appartengono al ramo settentrionale della famiglia linguistica turca.

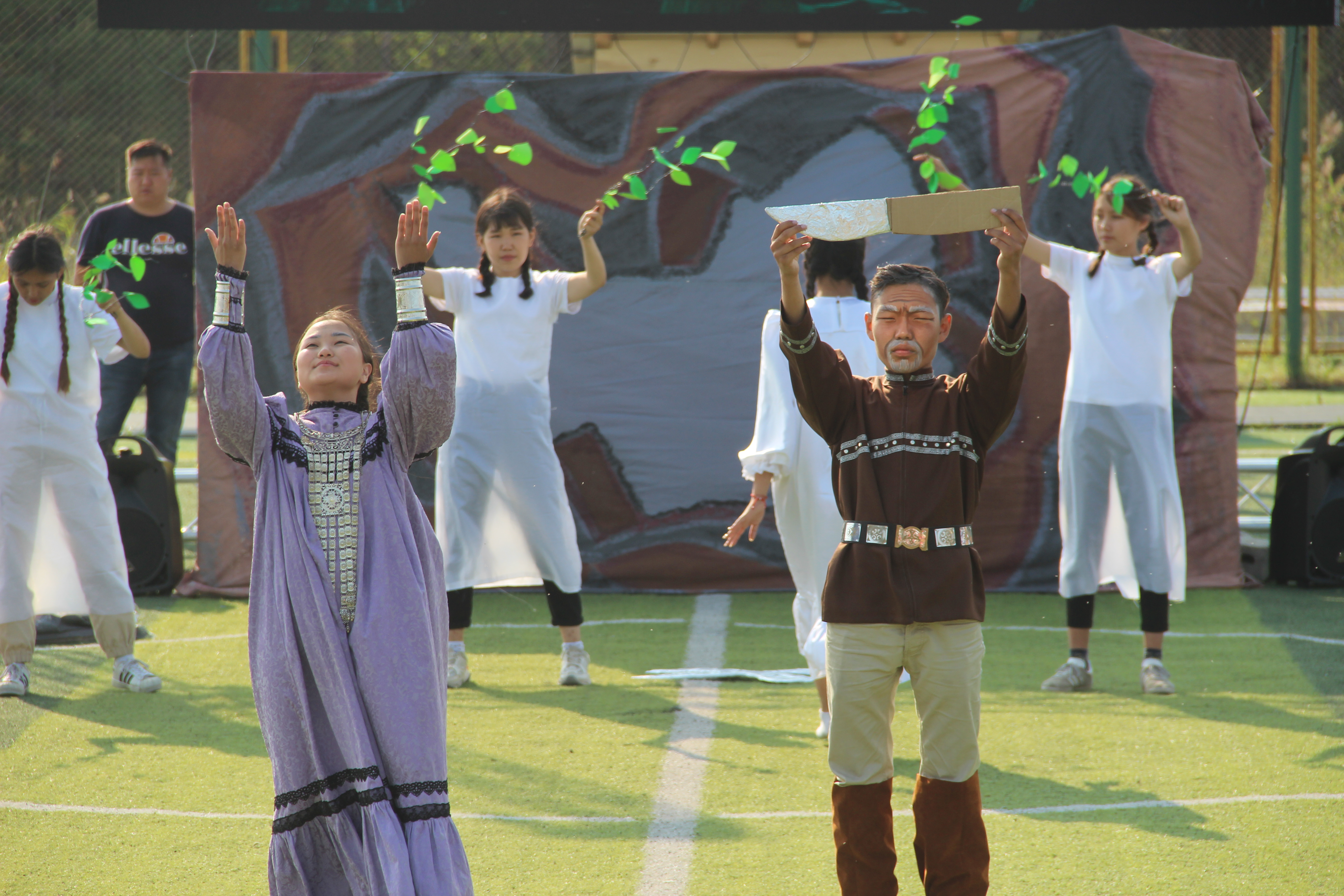
Performance dell'epica jacuta "Oloncho".

Ci sono circa 456 000 parlanti (censimento russo, 2002) principalmente nella Repubbliсa di Sacha della Federazione Russa, con alcune estensioni alle regioni di Amur, Magadan e Sachalin, e ai circondari autonomi del Tajmyr e degli Evenchi. Della complessiva popolazione in Jacuzia 422 000 sono Jacuti ovvero circa il 39%; la loro quota diminuì durante il dominio sovietico a causa dell'immigrazione forzata, ma da allora è leggermente aumentata. Dato l'elevato numero di parlanti, la lingua jacuta è considerata meno in pericolo rispetto alla maggior parte delle altre lingue regionali della Federazione Russa.
Gli jacuti sono divisi in due gruppi fondamentali basati sulla geografia e sull'economia. Gli jacuti del nord sono storicamente cacciatori e allevatori di renne, mentre gli jacuti meridionali si dedicano all'allevamento di bestiame, in particolare di cavalli e di bovini. La maggiore festività della popolazione jacuta è Yhyach, il Capodanno, celebrato durante il solstizio di giugno.

## Caratteristiche e origini
Il tipo fisico è asiatico settentrionale con intrusione di alcuni caratteri paleo-europoidi, particolarmente la pelosità sul volto e sul corpo, anomala per le popolazioni asiatiche. In effetti recentemente è stato provato da indagini sul cromosoma Y degli Jakuti (che si trasmette esclusivamente per via patrilineare), che il 6%-10% dei geni è di origine europea. Questo può spiegarsi considerato che gli Jakuti, partendo dai monti Altaj, migrarono nel XIII secolo nella zona del Lago Bajkal, dove è documentata l'antica presenza dei Saci, affini agli Sciti.
Dall'isola di Ol'chon e dal Lago Bajkal raggiunsero i bacini fluviali del Medio Lena, dell'Aldan e del Viljuj, dove si unirono ad altri popoli indigeni del nord della Russia, come gli Eveni e gli Evenchi. Come già accennato, gli Jakuti settentrionali erano in gran parte cacciatori, pescatori e pastori di renne, mentre quelli meridionali allevavano bovini e cavalli.
Negli anni '20 del 1600 i Russi cominciarono a trasferirsi nel loro territorio, annessero la Jacuzia, imposero una tassa sulle pelli e riuscirono a soffocare varie ribellioni jakute tra il 1634 e il 1642. La scoperta dell'oro e, più tardi, la costruzione della Ferrovia Transiberiana, portarono sempre più Russi nella regione. Già agli inizi dell'Ottocento quasi tutti gli Jakuti si erano convertiti alla chiesa ortodossa russa, sebbene mantenessero, e ancora mantengano, un numero di pratiche sciamaniche. Nel 1919 il nuovo governo russo denominò l'area Repubblica Socialista Sovietica Autonoma di Jakuzia.

## Cucina
La cucina dei Sacha è assai particolare e non molto diffusa fuori dai confini della Jacuzia. Comprende principalmente kumis (la bevanda tradizionale), pesce salato congelato e affettato, polpettone, carne di cervo (venison), pesce congelato, grandi frittelle e salamat (un piatto a base di farina di miglio). Il kourchah, un popolare dolce, è fatto di latte di cavalla. Un'insalata tradizionale è l'indigirka.